# Paracytheroma
Paracytheroma is een geslacht van kreeftachtigen uit de klasse van de Ostracoda (mosselkreeftjes).

## Soorten
- Paracytheroma abyanensis Mohammed & Keyser, 2012
- Paracytheroma aestatophfla Behrens, 1991
- Paracytheroma aestatophila Behrens, 1991
- Paracytheroma araukanensis Hartmann, 1962
- Paracytheroma asamushiensis (Ishizaki, 1971)
- Paracytheroma baccata Hu & Tao, 2008
- Paracytheroma convexa Milhau, 1993 †
- Paracytheroma generodubia McKenzie, Reyment & Reyment, 1990
- Paracytheroma hamelinensis Howe & Mckenzie, 1989
- Paracytheroma hartmanni Swain & Gilby, 1967
- Paracytheroma johnsoni (Mincher, 1941) Bold, 1963 †
- Paracytheroma levis Hartmann, 1957
- Paracytheroma magna Hartmann, 1959
- Paracytheroma mangrovicola (Hartmann, 1978) Howe & Mckenzie, 1989
- Paracytheroma meridionalis (Bold, 1946) Bold, 1970 †
- Paracytheroma pedrensis Juday, 1907
- Paracytheroma punctata Bold, 1966 †
- Paracytheroma similis (Skogsberg, 1950) Hartmann, 1962
- Paracytheroma stephensoni (Puri, 1954) Keyser, 1976 †
- Paracytheroma stilnelli Ayress, 1990 †
- Paracytheroma stilwelli Ayress, 1990 †
- Paracytheroma sudaustralis (Mckenzie, 1978) Hartmann, 1980
- Paracytheroma texana Garbett & Maddocks, 1979
- Paracytheroma undulimarginata Hartmann, 1957
- Paracytheroma ventrosinuosa Zhao (Yi-Chun) & Whatley, 1989